# Mariana Zudáñez
Mariana Zudáñez (Sucre, 1770—1830) va ser una heroïna de la independència de Bolívia.
Va néixer el 1770 a Sucre. Era filla de Manuel Ignacio Zudáñez i de Manuela, i es va casar el 1785 amb Manuel Medizalbe, amb qui va tenir una filla, Teresa. Juntament amb el seu germà menor, Jaime, considerat precursor de la independència de Bolívia, va ser partícip de la causa independentista. No obstant això, ha estat considerada una heroïna secundària o oculta, atès que del seu germà sí hi ha llibres, memorials i es conserva la casa on va viure. Tanmateix, Mariana va ser la que va encendre la guspira de la revolta de Chuquisaca el 25 de maig de 1809, dia que va ser detingut Jaime acusat de conspiració. Hom afirma que va sortir al carrer a demanar la col·laboració dels veïns per lluitar contra la detenció del seu germà i va incitar els veïns de Sucre a rebel·lar-se. Hom afirma que de no ser per Mariana, potser no hauria esclatat la revolta a Sucre. Va morir el 1830; la seva herència va anar a parar al seu germà Jaime i la seva neboda Feliciana, atès que la seva filla Teresa va morir prematurament, de part, el 1802.